# Stensunds folkhögskola
Stensunds folkhögskola är en svensk folkhögskola belägen på Stensunds slott utanför Trosa, vid Södermanlands kust. Folkhögskolans huvudman är Svenska Frisksportförbundet som genom Stiftelsen Frisksportsgården äger skolan och ansvarar för dess verksamhet.

## Historia

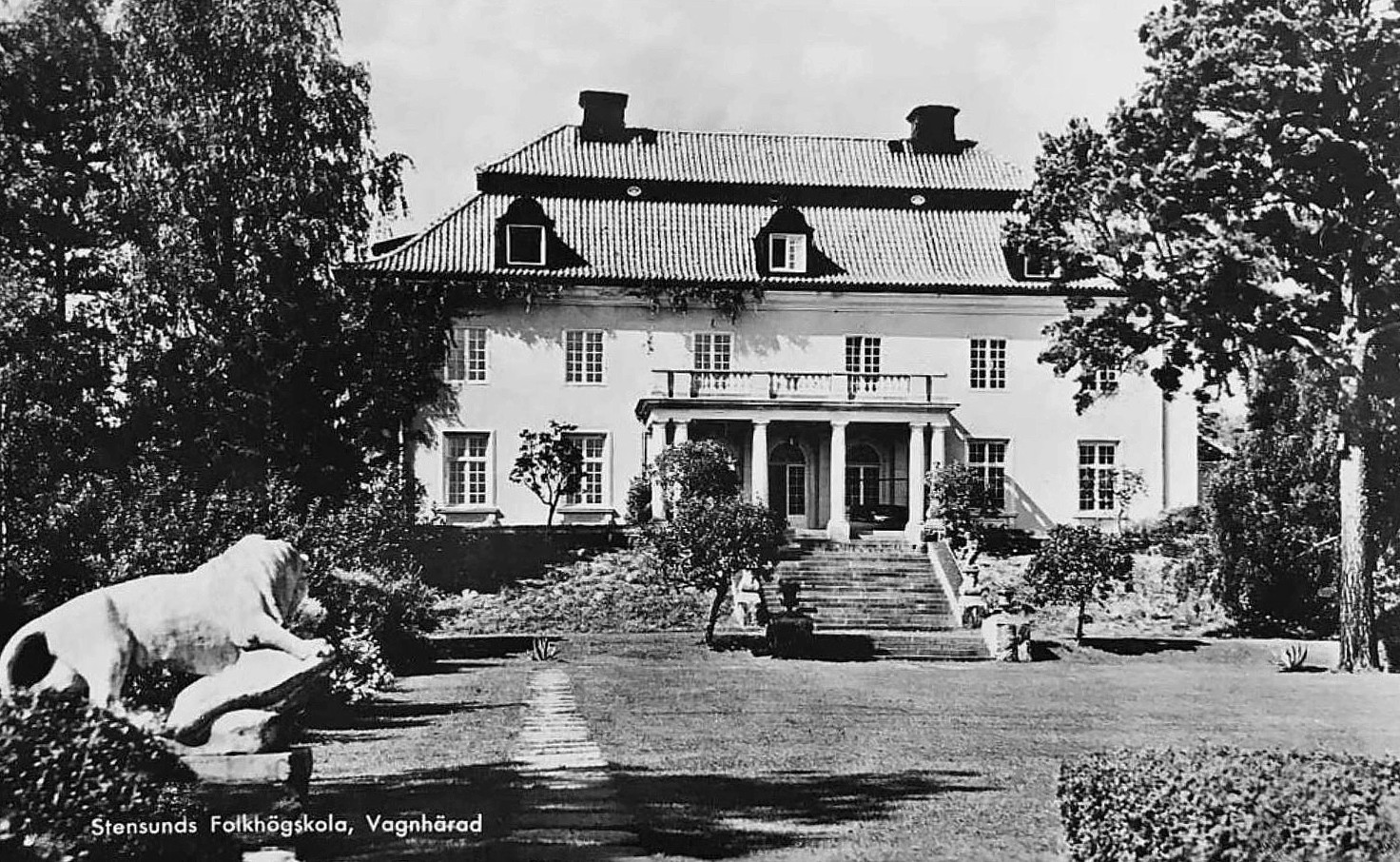
Stensunds huvudbyggnad 1952.

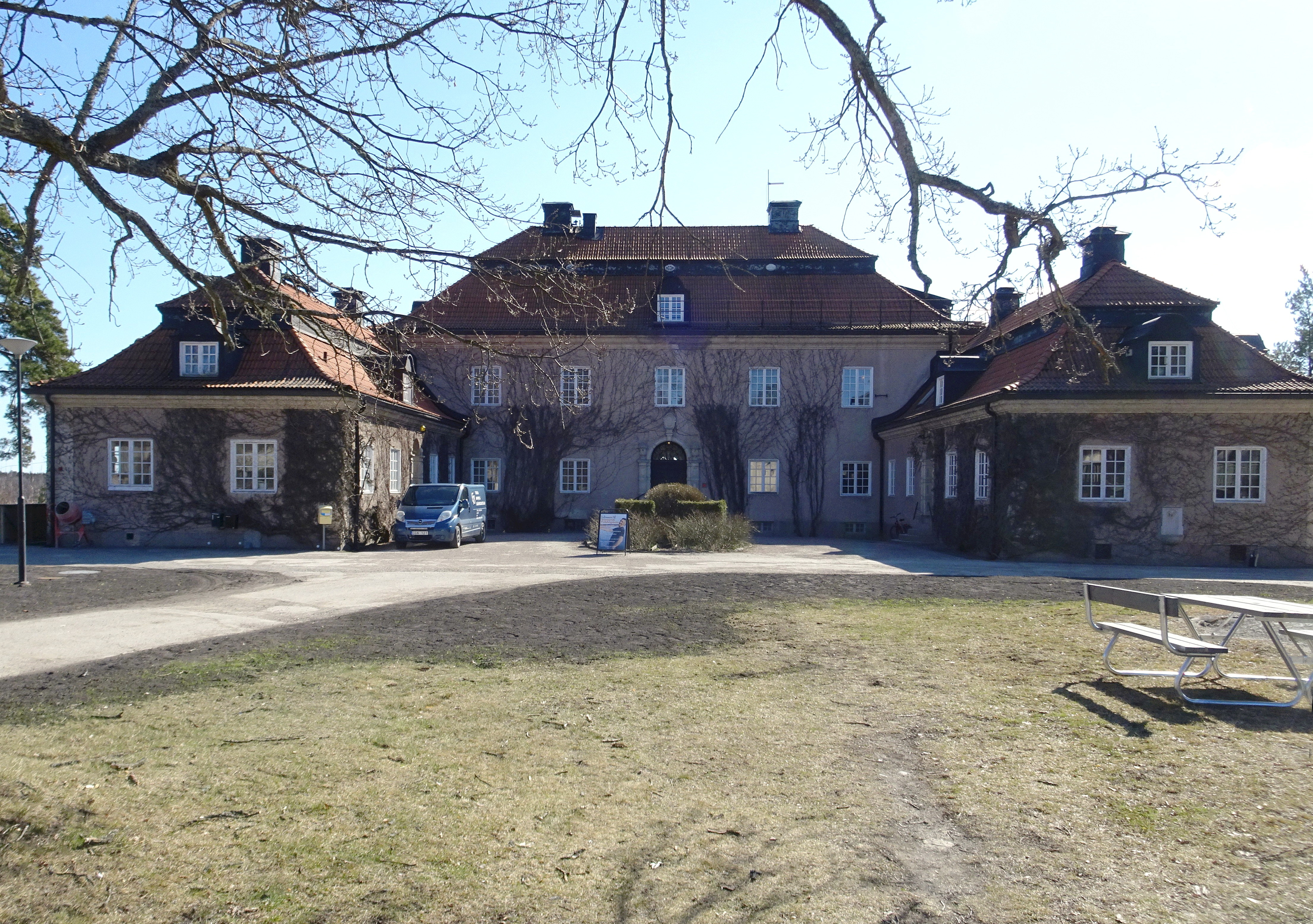
Stensunds huvudbyggnad 2022.

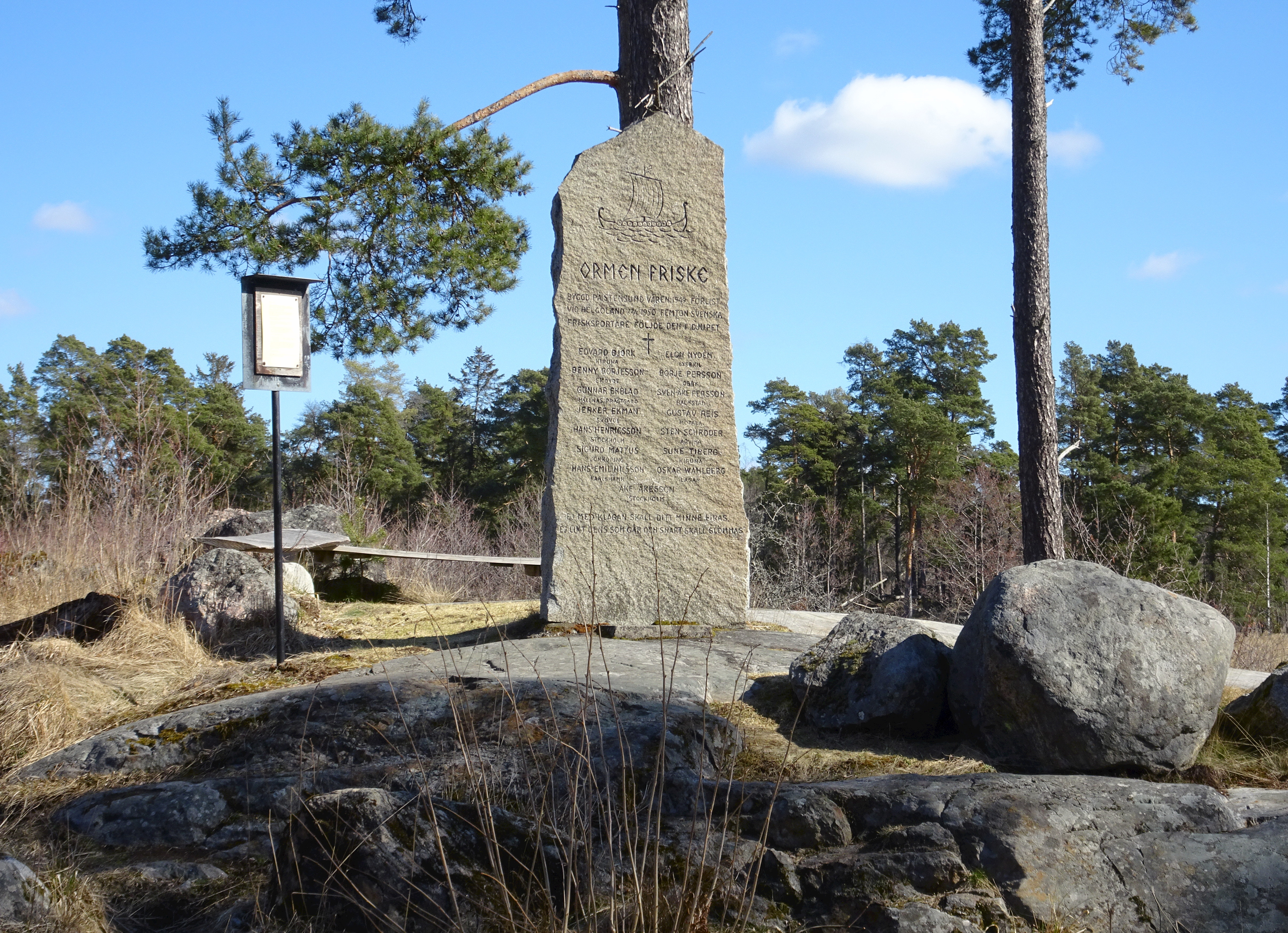
Minnesstenen för Ormen Friske.

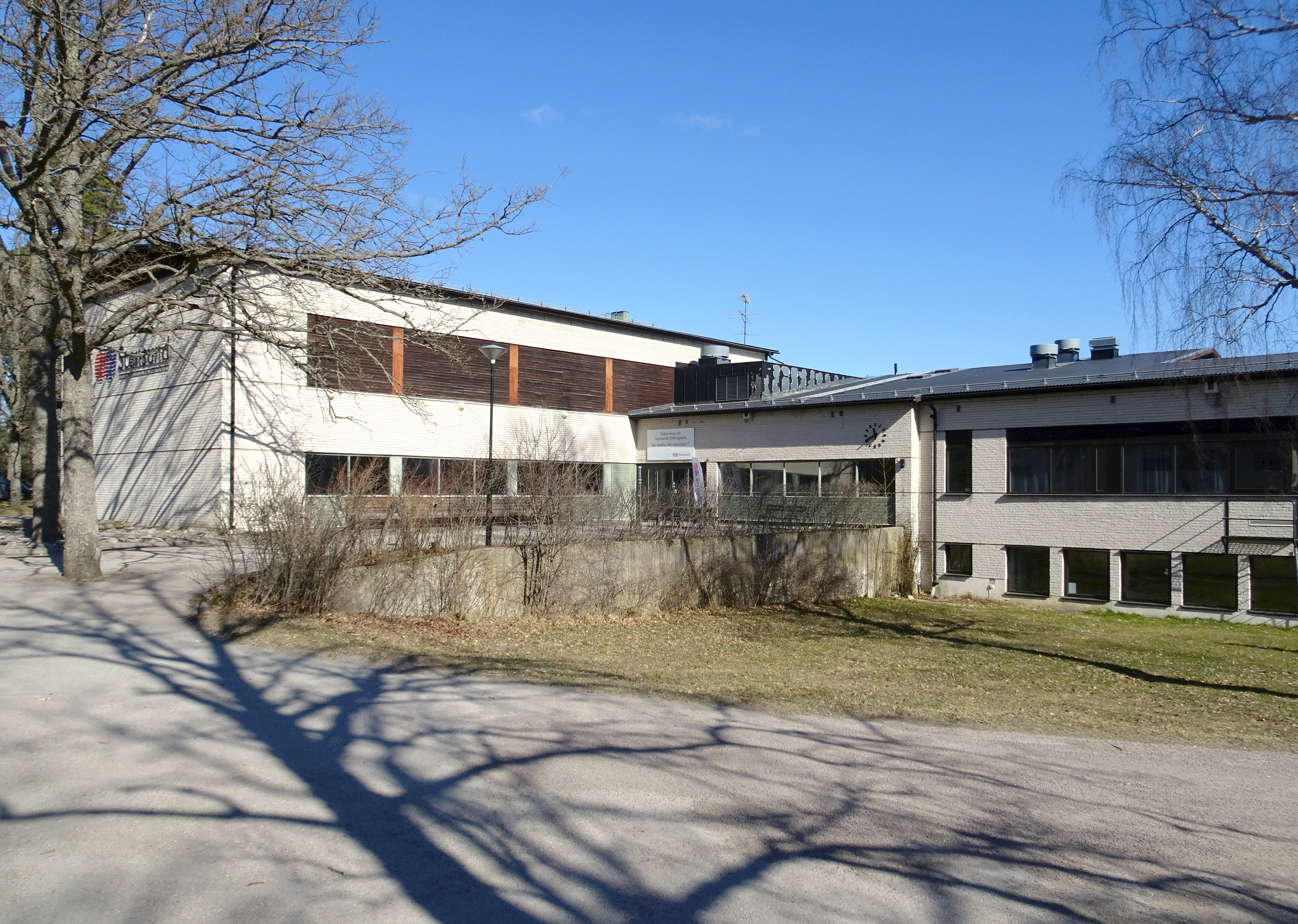
Skolbyggnad med gymnastiksal, samlingssal och lärosalar som tillkom på 1960-talet.

Svenska Frisksportförbundet förvärvade Stensunds slott jämte 75 tunnland mark från direktören och frisksportentusiasten Conrad Åhlberg år 1945. Den 23 oktober 1950, startades Stensunds folkhögskola. Till skolans första rektor utsågs Jan Ottosson. Han hade tidigare varit med och startat Lillsveds idrottsfolkhögskola och Kronobergs folkhögskola i Växjö.
Det har funnits ett båtbyggeri vid Stensunds slott åtminstone sedan år 1946. Det var vid detta båtbyggeri som skeppet Ormen Friske byggdes. Efter att Ormen Friske förliste på Nordsjön, midsommaren 1950, restes en minnesvård på folkhögskolans område. Båtbyggnad har efterhand kommit att bli en permanent utbildningsinriktning vid folkhögskolan.
Stensunds folkhögskola började år 1963 att anordna tvååriga fritidsledarutbildningar. I samband med detta togs även initiativ till en större tillbyggnad av skolan. Denna tillbyggnad bestod av en gymnastiksal, nya lärorsalar, en samlingssal samt elevbostäder. En rektorsbostad tillkom även år 1967. Året därpå kunde även den klockstapel som finns framför slottet byggas efter initiativ av elevförbundet.
Efter önskemål från Nyköpings kommun startade Stensunds folkhögskola år 1970 en filial i Nyköping. Denna filial blev 1985 självständig som Nyköpings folkhögskola, och fick då en egen huvudman.
Svenska Frisksportförbundet tog i mitten av 1970-talet initiativ till att uppföra en ny byggnad på folkhögskolans område, en så kallad Frisksportspaviljong. Denna kunde invigas under år 1982 och har sedan dess nyttjats av såväl folkhögskolan som Frisksportsrörelsen i stort.
Stensunds folkhögskola har genom åren kommit att samarbete med flera behandlingshem för alkohol- och narkotikamissbrukare. Under mitten av 1980-talet började folkhögskolan även att utbilda behandlingsassistenter i samarbete med Stockholms socialförvaltning.

## Verksamhet
Skolans läge och lokalernas utformning ger stora möjligheter till idrott, friluftsliv och friskvård. Här finns löpspår,  gym, utegym och klättervägg. För att utforska skärgården finns långbåtar, kajaker och långfärdsskridskor då isen lägger sig. Stensunds Folkhögskola erbjuder allmän kurs där det man läser in gymnasiebehörighet. Allmän kurs finns med olika valbara profiler såsom Livslinjen, Beteendevetare, Äventyr och Träning och Polisförberedande/Väktarutbildning. Skolan har också yrkesutbildningar såsom Båtbyggarlinjen, Hälsocoach och Socialpedagog. Även distanskurser erbjuds; Beroendeterapeut, Natur- och äventyrsguide samt Världsmusik. På sommaren anordnas sommarkurser.
Folkhögskolans elever erbjuds möjlighet att bo på skolans internat.

## Relationen till Frisksportsrörelsen
Som huvudman för Stensunds folkhögskola utser Svenska frisksportsförbundet majoriteten av styrelseledamöterna i Stiftelsen Frisksportsgården och har därför ett direkt inflytande över skolan och dess verksamhet.  Svenska Frisksportförbundet och Frisksportens Ungdomsförbund bedriver verksamhet i form av kurser, midsommarfiranden och riksläger med mera vid folkhögskolan. Rörelsens båda förbund har även ett gemensamt kansli i Stensund folkhögskolas lokaler.
Ett riksläger är ett årligen återkommande evenemang under vilket anordnas tävlingar, lekar, kulturevenemang med mera. Riksläger har hållits vid Stensunds folkhögskola sedan år 1945. Sedan år 1960 är det tradition att Rikslägret äger rum på Stensund vart femte år.

## Rektorer
- 1950–1954 – Jan Ottosson[15]
- 1954–1972 – Natan Anderling[15]
- 1972–1977 – Ebbe Gustafsson[15]
- 1977–1978 – Rigmor Breidemalm[15]
- 1978–1979 – Ebbe Gustafsson[15]
- 1979–1981 – Claes Hedlund[15]
- 1981–1983 – Göran Forsmark[15]
- 1983–1985 – Lars Pettersson[15]
- 1985–2019 – ?
- 2019– – Petra Fasth[16]

### Fotnoter
1. 1 2  ”Kontakt - Stiftelsen Frisksportgårdens styrelse - Svenska Frisksportförbundet”. www.frisksport.se. Arkiverad från originalet den 18 september 2020. https://web.archive.org/web/20200918193339/http://frisksport.se/frisksportsgarden.html. Läst 21 november 2019.
2. ↑  ”Stensunds folkhögskola - #stensundrix2015”. www.frisksport.se. Arkiverad från originalet den 29 juli 2021. https://web.archive.org/web/20210729075220/https://www.frisksport.se/stensund2015/stensunds-folkhogskola.html. Läst 21 november 2019.
3. ↑  Johanson & Lindgren. sid. 121
4. ↑  Johanson & Lindgren. sid. 122
5. ↑  Johanson & Lindgren. sid. 116-120
6. ↑  Johanson & Lindgren. sid. 136 f
7. 1 2  Johanson & Lindgren. sid. 178
8. ↑  Johanson & Lindgren. sid. 177
9. ↑  Folkhögskola, Stensunds Folkhögskola Stensunds folkhögskola 61991 TROSA Tel: 0156-532 00 www stensund se Kontakta Stensunds. ”Stensunds Folkhögskola - en plats att växa på”. www.studentum.se. Arkiverad från originalet den 7 december 2016. https://web.archive.org/web/20161207031532/http://www.studentum.se/skola/stensunds-folkhogskola/. Läst 21 november 2019.
10. ↑  ”Boende | Stensunds folkhögskola - Folkhögskolan vid havet”. www.stensund.se. Arkiverad från originalet den 17 oktober 2018. https://web.archive.org/web/20181017070307/http://www.stensund.se/studentinfo/boende-31043308. Läst 21 november 2019.
11. ↑  Johanson & Lindgren. sid. 177-180
12. ↑  ”Kontakt - Kansli - Svenska Frisksportförbundet”. www.frisksport.se. Arkiverad från originalet den 18 september 2020. https://web.archive.org/web/20200918230456/http://frisksport.se/kansli.html. Läst 21 november 2019.
13. ↑  Johanson & Lindgren. sid. 29 ff
14. ↑  Johanson & Lindgren. sid. 192
15. 1 2 3 4 5 6 7 8  Johanson & Lindgren. sid. 191
16. ↑  ”Petra är ny rektor på Stensunds Folkhögskola - Svenska Frisksportförbundet”. www.frisksport.se. Arkiverad från originalet den 14 augusti 2020. https://web.archive.org/web/20200814072443/http://frisksport.se/visar-notis/items/petra-aer-ny-rektor-pa-stensund.html. Läst 21 november 2019.